# منتخب الدنمارك تحت 18 سنة لهوكي الجليد للسيدات
منتخب الدنمارك تحت 18 سنة لهوكي الجليد للسيدات هو ممثل الدنمارك الرسمي في المنافسات الدولية في هوكي الجليد في فئة هوكي الجليد للسيدات ‏ تحت 18 سنة.

## طالع أيضًا
- منتخب الدنمارك تحت 18 سنة لهوكي الجليد للرجال